# Павленко, Владлен Вячеславович

Могила Владлена Павленко в августе 2011 г.

Владле́н Вячесла́вович Павле́нко (20 апреля 1971, Магнитогорск, Челябинская область — 19 июля 2011, Пльзен) — российский театральный актёр, артист Хабаровского краевого музыкального театра, заслуженный артист России.

## Биография
Родился 20 апреля 1971 года в Магнитогорске.
Окончил Хабаровский государственный институт искусств и культуры.
С 1990 г. — артист-вокалист Хабаровского краевого музыкального театра.
Погиб на 41-м году жизни 19 июля 2011 года в городе Пльзень (Чехия) во время тренировочного полёта на спортивном самолёте.

## Театральные работы
- Тони — «Мистер Икс»,
- Гарольд «Брак по-американски»,
- Никош «Весёлая вдова»,
- Паскуале «Аристократы поневоле»,
- Бесомыка «Девичий переполох».

## Награды и звания
Заслуженный артист Российской Федерации (2002).
Неоднократный лауреат фестивалей: «Звёзды Дальневосточной сцены», «Театральная весна» Награждён дипломами и грамотами Министерства культуры РФ.
Победитель Российского национального театрального фестиваля «Золотая маска» 2008 год в номинации «Лучшая мужская роль в оперетте/мюзикле» за роль Гладышева в мюзикле «Самолёт Вани Чонкина».